# Thank You My Teens
《Thank You My Teens》(땡큐 마이 틴즈)는 일본 싱어송라이터 YUI가 자신의 20번째 생일을 축하하고, 그의 10대 시절에 감사를 표하기 위해 만들어진 YUI의 첫 공연이자 그 DVD의 이름이다. 이 DVD에는 YUI의 최근 콘서트 투어와 그 뒷이야기에 대한 동영상이 들어있다. 이 DVD는 특히 YUI의 2번째 투어 콘서트인 CAN'T BUY MY LOVE 중 시부야에서 열린 콘서트에 대해 다루고 있다. 뿐만 아니라 홋카이도, 후쿠시마, 오키나와에서 열린 콘서트에 대해서도 다루고 있다. 이 DVD는 14,000장이 팔렸다.

## 숨겨진 비밀
이 DVD에는 숨겨진 비밀이 있다. DVD 타이틀 페이지에서 "YUI"를 클릭하면, 세컨드 사운드 채널로 YUI와 YUI라디오의 호스트인 시게조의 코멘트가 들려나온다. 이 코멘트는 그들이 DVD를 보면서 각 장면과 각 곡에 대해 생각한 것을 말하는 코멘트이다.
이 DVD에는 YUI 스티커도 들어있다.

## 트랙 리스트
1. Opening
2. Rolling Star
3. CHE.R.RY
4. Tour Document 1
5. Happy Birthday to You You
6. Ruido
7. Life
8. Highway Chance
9. Tour Document 2
10. Good-bye Days
11. Tokyo
12. Tour Document 3
13. Thank You My Teens